# .mk
.mk (Macedônico: Republika Makedonija) é o código TLD (ccTLD) na Internet para a Macedónia do Norte.